# Чуднівська територіальна громада
Чуднівська міська територіальна громада — територіальна громада в Україні, в Житомирському районі Житомирської області. Адміністративний центр — місто Чуднів.

## Загальна інформація
Площа громади — 318,14 км², населення — 13 409 мешканців (2018).

## Населені пункти
До складу громади входять 1 місто (Чуднів), 2 селища (Вакуленчук, Великі Коровинці) і 32 села: Бабушки, Бартуха, Будичани, Городище, Грем'яче, Дацьки, Дідківці, Довбиші, Дреники, Дриглів, Дубище, Йосипівка, Карвинівка, Кихті, Княжин, Короченки, Красноволиця, Красногірка, Красносілка, Малі Коровинці, Михайленки, М'ясківка, Пилипівка, П'ятка, Рачки, Рижів, Станіславівка, Стовпів, Судачівка, Турчинівка, Тютюнники та Ясногірка.

## Історія
Утворена 11 липня 2018 року шляхом об'єднання Чуднівської міської ради та Бабушківської, Будичанської, Дриглівської, Дубищенської, Красногірської, Красносільської, Стовпівської, Турчинівської, Тютюнниківської сільських рад Чуднівського району Житомирської області.
Відповідно до розпорядження Кабінету Міністрів України № 711-р від 12 червня 2020 року «Про визначення адміністративних центрів та затвердження територій територіальних громад Житомирської області», до складу громади увійшли території Вакуленчуківської, Великокоровинецької селищних та П'ятківської і Рачківської сільських рад Чуднівського району та Карвинівської сільської ради Романівського району Житомирської області.
Відповідно до постанови Верховної Ради України від 17 червня 2020 року «Про утворення та ліквідацію районів», громада увійшла до складу новоствореного Житомирського району.

## Старостинські округи
Бабушківський, Будичанський, Вакуленчуківський, Великокоровинецький, Дриглівський, Дубищенський, Карвинівський, Красногірський, Красносільський, П'ятківський, Стовпівський, Турчинівський, Тютюнниківський.

## Символіка громади
29.02.2024 року Чуднівською міською радою прийнято рішення «Про визначення герба та прапора міста Чуднів офіційною символікою Чуднівської територіальної громади».